# راؤول رودريغيز
راؤول رودريغيز (بالإسبانية: Raúl Rodríguez Navarro) (22 سبتمبر 1987 فيلاسار دي مار إسبانيا - ) هو لاعب كرة قدم إسباني يلعب كمدافع.

## روابط خارجية
- راؤول رودريغيز على موقع الدوري الأمريكي (الإنجليزية)
- راؤول رودريغيز على موقع قاعدة بيانات كرة القدم.إي يو (الإنجليزية)
- راؤول رودريغيز على موقع Soccerbase.com (لاعب) (الإنجليزية)
- راؤول رودريغيز على موقع Soccerway.com (الإنجليزية)
- راؤول رودريغيز على موقع عالم كرة القدم.نت (الإنجليزية)
- راؤول رودريغيز على موقع AS.com (الإسبانية)